# 東道格拉斯 (麻薩諸塞州)
東道格拉斯（英語：East Douglas）是一個位於美國麻薩諸塞州烏斯特縣的鎮。

## 人口
根據2020年美國人口普查的數據，東道格拉斯的面積為9.14平方千米，當中陸地面積為8.82平方千米，而水域面積為0.31平方千米。當地共有人口2702人，而人口密度為每平方千米296人。